# Seznam osebnosti iz Občine Preddvor
Seznam osebnosti iz Občine Preddvor vsebuje osebnosti, ki so se tu rodile, delovale ali umrle.
Občina Preddvor ima 14 naselij: Bašelj, Breg ob Kokri, Hraše pri Preddvoru, Hrib, Kokra, Mače, Možjanca, Nova vas, Potoče, Preddvor, Spodnja Bela, Srednja Bela, Tupaliče, Zgornja Bela

## Kultura in umetnost
- Vinko Cuderman (1933, Tupaliče – 2011, Ljubljana), dramatik, kulturni delavec, pedagog, publicist, znanstvenik, šahist
- Vika Gril (1924, Preddvor –), gledališka in filmska igralka, gledališka pedagoginja

### Glasba
- Mirko Cuderman (1930, Tupaliče –), dirigent, zborovodja, cerkveni glasbenik, teolog, muzikolog in duhovnik
- Janez Jocif (1960, Ljubljana –), glasbenik, kulturni delavec
- Anton Kunšič (1839, Zgornje Gorje – 1878, Litija), šolnik, glasbenik, skladatelj
- Janko Skerbinc (1841,  Stranje – 1928, Višnja Gora), skladatelj, društveni delavec, učitelj, orglavec

### Književnost
- Berta Golob (1932, Kranj –), pisateljica, pesnica, knjižničarka, lektorica, učiteljica
- Ignac Holzapfel (1799, Tržič – 1868, Ribnica), duhovnik, književnik, pesnik, pisatelj
- Matija Valjavec (1831, Srednja Bela pri Preddvoru – 1897, Zagreb), pesnik, pripovednik, jezikoslovec, zbiralec ljudskega slovstva in prevajalec
- Jolanda Pibernik (1934, Trst –), likovna pedagoginja, pisateljica
- Josipina Urbančič Turnograjska (1833, Preddvor – 1854, Gradec), pisateljica, pesnica, skladateljica

## Gospodarstvo in kmetijstvo
- Anton Arvaj (1939, Kranj –), mesar, podjetnik
- Franc Dolenc (1869, Krivo Brdo – 1938, Preddvor), industrialec, gospodarstvenik, trgovec, lovec
- Matija Naglič (1799, Zgornja Bela – 1854, Preddvor), kmet in bukovnik

## Šolstvo
- Mira Delavec (1978, Kranj –), pisateljica, publicistka, literarna zgodovinarka, doktorica znanosti, slavistka, učiteljica
- Milan Dolgan (1933, Sevnica –), slavist, univerzitetni profesor, jezikoslovec
- Peter Jocif (1888, Kranj – 1968, Preddvor), učitelj
- Jakob Mencinger (1826, Bohinjska Bistrica – 1891, Bohinjska Bistrica), šolnik, učitelj, sadjar, cvetličar
- Franc Rebol (1876, Hraše pri Preddvoru – 1918, Ljubljana), šolnik, slavist, duhovnik
- Ljubinka Šimunac (1916, Kruševac – 2015, Kranj), knjižničarka, učiteljica, direktorica
- Rudi Završnik (1899, Preddvor – 1981, Ljubljana), šolnik
- Ivo Zorman (1926, Gora pri Komendi – 2009, Kamnik), pisatelj, učitelj in urednik
- Olga Janša Zorn (1938, Dolenji Logatec – 2008, Kranj), zgodovinarka, bibliotekarka, profesorica, publicistka

## Politika, pravo in uprava
- Ivan Bizjak (1956, Kranj –), politik, matematik, minister
- Miro Kozelj (1946, Hotemaže – 2019, Hotemaže), pravnik, župan
- Franc Puhar (1926, Kranj – 2004, Breg ob Kokri), partizan, politik, gospodarstvenik
- Matija Šavs (1870, Breg ob Kokri - 1944, Minnesota), publicist, organizator, društveni delavec, duhovnik
- Duša Trobec Bučan (1958, Kranj –), ministrica, pravnica, državna sekretarka
- Miran Zadnikar (1959, Preddvor –), podjetnik, župan, popotnik

## Religija
- Blazij Grča (1846, Spodnja  Bela – 1938, Šenčur), duhovnik, narodni buditelj, politik, publicist, konzistorialni svetnik
- Franc Harrer (1609, Preddvor – 1682, Ljubljana), duhovnik, redovnik, jezuit
- Andrej Kalan (1858, Pevno – 1933, Ljubljana), rimskokatoliški duhovnik, politik, prevajalec, teolog, stolni prošt, generalni vikar
- Anton Kržič (1846, Rakitna – 1920, Ljubljana), katehetski pisec, homilet, pisatelj, duhovnik
- Jožef Lap (1819, Preddvor – 1855, Sudan), duhovnik, misijonar
- Lovro Pintar (1814, Sv. Tomaž – 1875, Tupaliče), rimskokatoliški duhovnik, sadjar, (nabožni) pisatelj, politik
- Franc Serafin Lakmayer (1863, Hosín – 1946, Vrhnika), župnik, duhovnik, čebelar
- Simon Watschaunig (1691, ? – 1765, Sveti Jošt nad Kranjem), nabožni pisec, duhovnik

## Šport
- Rudolf Badjura (1881, Litija – 1963, Ljubljana), športni delavec, turistični delavec, planinski pisec, športnik, smučarski učitelj, organizator planinstva in potopisec
- Alenka Cuderman (1961, Kranj –), olimpijka, rokometašica, športnica
- Franc Ekar (1942, Preddvor –), organizator dela, gospodarstvenik, alpinist, župan, gornik, veteran vojne za Slovenijo
- Miha Jerič (1959, ? –), kmet, športnik
- Luka Karničar (1956, Jezersko – 1997, Turska gora), alpinist, gorski reševalec
- Jernej Krč (1871, Kokra - 1925, Zgornje Jezersko), alpinist, gorski vodnik, župan
- Bojan Ropret (1957, Kranj –), športnik, kolesar, olimpijec, organizator dela

## Zdravstvo
- Draga Černelč (1921, Zgornja Bela – 2002, Ljubljana), zdravnica, pediatrinja in alergologinja
- Otmar Majerič (1895, Ormož – 1957, New York), zdravnik
- Viktor Valič (1899, Skrilje – 1948, Babni vrt), zdravnik

## Znanost: humanistika in naravoslovje
- Andrej Kirn (1940, Kokra –), filozof
- Marijan Krišelj (1931, Visoko – 2005, Srednja Bela), novinar, publicist, urednik
- Bernarda Osmuk (1944, Kokra –), arheologinja
- Simon Robič (1824, Kranjska Gora – 1897, Šenturška Gora), prirodoslovec, duhovnik, naravoslovec, gornik, jamar, geolog, entomolog, malakolog, botanik
- Andrej Valič (1931, Preddvor – 2003, Golnik), arheolog
- Andreja Valič Zver (1960, Kranj –), zgodovinarka, anglistka, doktorica znanosti, publicistka, političarka
- Peter Valjavec (1846, Srednja Bela – 1909, Gradec), klasični filolog
- Vladimir Žumer (1949, Voklo – 2021, ?), zgodovinar, arhivist, muzealec